# Hapaline
Hapaline é um género botânico da família das aráceas.